# Angitia pulchra
Angitia pulchra är en fjärilsart som beskrevs av William Schaus 1904. Angitia pulchra ingår i släktet Angitia och familjen nattflyn. Inga underarter finns listade i Catalogue of Life.